# Chrysobothris rugosiceps
Chrysobothris rugosiceps es una especie de escarabajo del género Chrysobothris, familia Buprestidae. Fue descrita científicamente por Melsheimer en 1845.
Los machos miden entre 10.8–13.5 mm y las hembras entre 11.0–15.3 mm.